# Kirchenburg Agnetheln

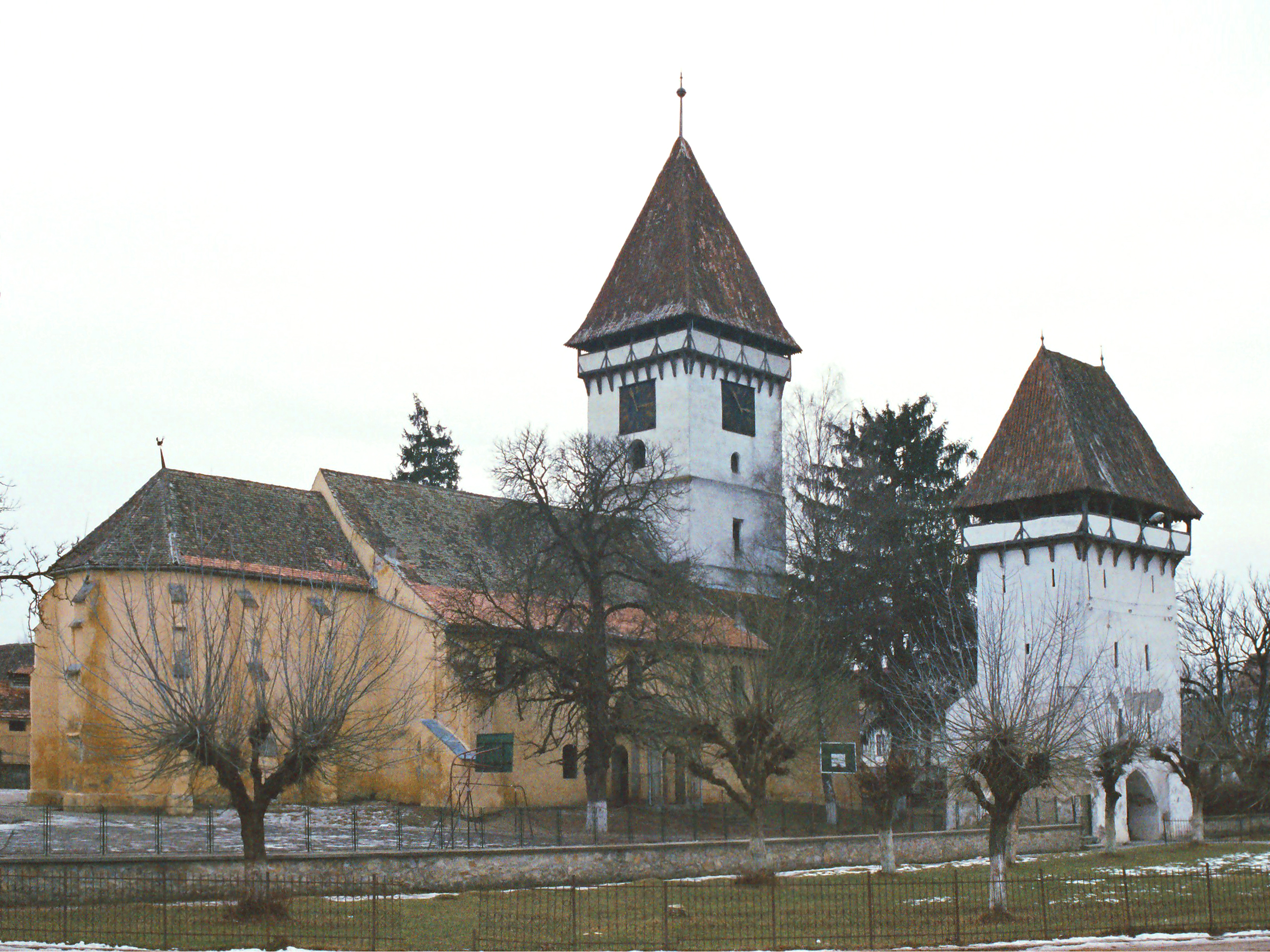
Kirchenburg Agnetheln

Die Kirchenburg Agnetheln (rumänisch Biserica fortificată din Agnita) befindet sich im siebenbürgischen Agnetheln.

## Geschichte
In der ersten Hälfte des 13. Jahrhunderts wurde eine dreischiffige romanische Basilika erbaut, deren Patron die heilige Agneta war. Diese Kirche war wohl durch einen Wassergraben und einen Palisadenwall geschützt. Der Bau wurde 1407 gotisiert und erhielt im Westen einen Glockenturm. Zu dieser Zeit wurde auch der steinerne Bering gebaut. Auch die Kirche selbst wurde zur Hallenkirche umgeformt. Dabei blieben die ursprünglichen Gewölbe des nördlichen Seitenschiffs erhalten, während das südliche Seitenschiff mit einem neuen Kreuzgratgewölbe in Höhe des Mittelschiffs gedeckt wurde. Das Gewölbe des Hauptschiffs erhielt eine Netzrippenwölbung, die jedoch schon 1614 durch das heutige Kreuzgewölbe mit stuckierten Graten ersetzt wurde. Über den äußeren Strebepfeilern wurde ein Kampfgeschoss errichtet. Der Westturm, der nach der für seine Erhaltung zuständigen Zunft auch Töpferturm heißt, erhielt Wehrgeschosse. Im Jahr 1845  wurde ein Großteil der Befestigungsanlagen abgebrochen, so dass der Fassbinderturm als Torturm, der Schmiedeturm (Osten), der Scheiderturm (Südosten) und der Schusterturm (Südwesten) heute frei stehen.

## Bauwerk
Vom turmlosen Bau des 13. Jahrhunderts haben sich im heutigen Bau die Umfassungsmauern erhalten. Auf der Südhälfte öffnet sich das Kirchenschiff mit Spitzbogenarkaden. Die Nordseite lässt hier noch das ursprünglich niedrigere Seitenschiff erkennen. Der Chor hat einen 5/8-Schluss und Kreuzgewölbe. Im Chor existiert noch eine spätgotische Sakramentsnische mit Abschluss in filigranem Blendmaßwerk.

## Ausstattung
Die Orgel von 1850 stammt aus der Werkstatt von Karl Schneider in Kronstadt. Bemerkenswert ist der frühbarocke Drehflügelaltar, der noch ganz in der Tradition der vorreformatorischen Wandelaltäre steht. Bei geschlossenem Altar sieht man Passionsszenen, die Festtagsseite zeigt Händewaschung des Pilatus, Kreuzigungsvorbereitungen, Kreuzabnahme und Auferstehung. Die 2004 hier aufgestellte klassizistische Orgel stammt aus dem benachbarten Abtsdorf. In der Winterkapelle des nördlichen Seitenschiffs steht ein Altar von 1741 aus Zied.

## Nachweise
- Hermann Fabini: Die Kirchenburgen der Siebenbürger Sachsen. Monumenta-Verlag, 2013, ISBN 978-3-944529-26-4, S. 193.
- Arne Franke: Das wehrhafte Sachsenland: Kirchenburgen im südlichen Siebenbürgen. Hrsg.: Deutsches Kulturforum Östliches Europa. 2010, ISBN 978-3-936168-56-3, S. 25–27.